# Hylaea interrupta
Hylaea interrupta är en fjärilsart som beskrevs av Edward Alfred Cockayne 1952. Hylaea interrupta ingår i släktet Hylaea och familjen mätare. Inga underarter finns listade i Catalogue of Life.